# 龐巴度夫人
龐巴度夫人（法語：Madame de Pompadour；1721年12月29日—1764年4月15日），全名讓娜-安托瓦内特·普瓦松，龐巴度女侯爵暨梅纳尔女公爵（Jeanne-Antoinette Poisson, Marquise de Arnac-Pompadour, Duchesse de Menars），法國國王路易十五的「官方情婦」（Maîtresse-en-titre）、顧問、王室秘密後宮「鹿苑」 的總管，進入宮廷後終其一生保持對國王的影響力。原身份為「埃蒂奧勒夫人」（Madame Le Normant d'Étiolles）的普瓦松於1745年邂逅路易十五，並成功引起他的注意及歡心，國王透過贈與其「龐巴度領地」（Domaine de Pompadour）及女侯爵的頭銜使其得以晉身貴族，名正言順地將她帶進凡爾賽宮廷。龐巴度夫人的中產階級（「布爾喬亞」階級）出身使其時常招致傳統貴族階級的批評。1750年代開始，龐巴度夫人的身份從國王的情婦轉化為其知己與朋友。她對於建築與裝飾藝術的鑑賞力佳，於藝文領域具影響力。龐巴度夫人的健康狀況虛弱，42歲時因肺結核逝世。

## 生平

龐巴度夫人，1755年康坦·德拉圖爾繪

龐巴度夫人，1759年弗朗索瓦·布歇作品

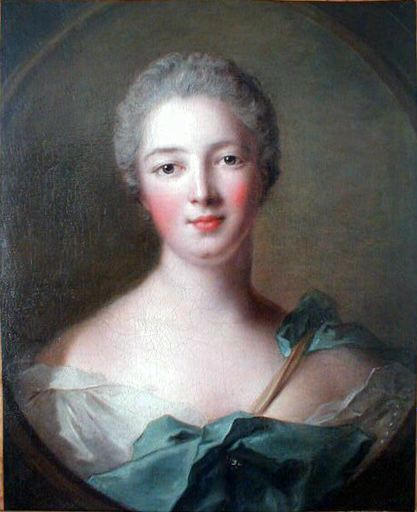
龐巴度夫人

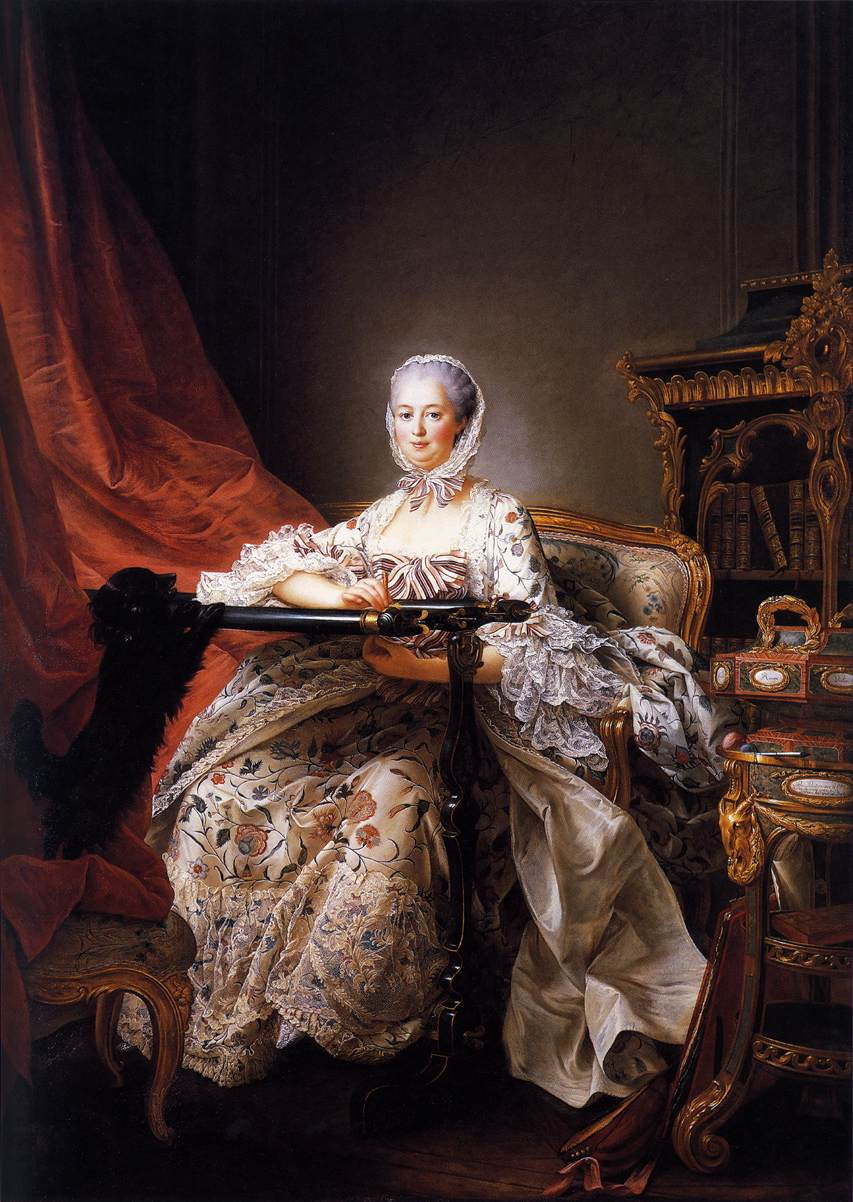
龐巴度夫人纪念像，完成于她死后的1764年，但实际上在她生前就开始绘画了。

### 家庭背景
讓娜-安托瓦内特·普瓦松於1721年12月29日在法國巴黎出生。她的正式父親弗朗索瓦·普瓦松在1725年因醜聞和負債而被逐出法國後，富翁夏尔·弗朗索瓦·保罗·勒诺尔芒·德图尔内姆成為她的法律監護人（legal guardian），被歷史學家懷疑他才是生父。弗朗索瓦·普瓦松在8年後還清債務，准許回國。她的弟弟阿貝爾-弗朗索瓦·普瓦松（後來的馬里尼侯爵）是皇家建筑部（Bâtiments du Roi）部長。
讓娜-安托瓦内特·普瓦松聲稱在9歲時，母親帶她去算命，算命者告訴她有一天會統治國王的心。

### 婚姻
讓娜-安托瓦内特·普瓦松在1741年（19歲）嫁夏爾-紀堯姆·勒諾爾芒·德蒂奧勒，也就是Charles François Paul Le Normant de Tournehem的外甥。通过这次婚姻她获得了离皇家牧场很近的埃蒂奥勒（Étiolles）地区的一座城池（离巴黎28公里）。他们有两个孩子，一个男孩出生后死亡，女兒亚历山德里纳（Alexandrine Le Normant d'Étiolles，绰号Fanfan）在1741年出生。夏尔帮助讓娜进入社交界。她在埃蒂奥勒组建了自己的沙龙，伏爾泰也是这个沙龙的参与者之一，伏爾泰稱讚她“有一个缜密细腻的大脑和一颗充满正义的心灵”。

### 認識國王
1745年，路易十五結識蒂奧勒夫人。據說國王與她的認識并非巧遇，而是有意安排。如王家打獵時經過她家附近的樹林，她就坐在馬車上，故意吸引國王的注意。讓娜最终成为国王的情妇是在1745年2月25日至26号凡尔赛的一次化装舞会，当时国王装扮成树，讓娜则担当牧羊女的角色。国王脱下面具后找她聊天。到了3月份，她成了国王的情妇，安排入住在凡尔赛国王楼下的公寓。 5月7日，她正式对外宣布离婚。當時法国正与奥地利、荷兰和英国交战，路易十五與她有了這樣的關係不久，就開赴戰場，戰場上的路易十五差不多每天都給蒂奧勒夫人一封信。蒂奧勒夫人受封龐巴度夫人，同时赐予盾徽、城堡和土地。在一個夏天的時間裡，她學會了皇室的社交禮儀，并掌握了國王的日常生活習慣。但她仍保留著她的小市民风格，比如大聲說話。她的这种性格得到了国王的欢心。

### 王宮生活
進入皇宮后，龐巴度夫人想方设法取悦路易。另一方面，她又在一定程度上操縱著法國。
龐巴度夫人不像王后或者其他情人，她陪同路易打猎，打扑克牌，参加巡游活动，甚至为他舉辦晚宴，在自己编排的戏剧上抬举他。另一方面，她又找画家为她画像，让画家将她的相貌画得年轻点，以吸引國王的注意。她对国王的掌控在玛丽-露易丝·奥墨菲的事情上尤为显著。1755年，曾作为路易情妇的玛丽露易丝由于年轻和经验不足，嫁给奥弗涅贵族雅克·博弗朗谢，而他们的儿子路易·夏尔·安托万·德·博弗朗谢后来在法国大革命中跟随拿破仑。
政治上，龐巴度夫人支持贝利勒将军和舒瓦瑟尔公爵。龐巴度夫人和巴黎的警察部门和邮传部门的大臣成密友，以獲取情報并與路易交流。1756年在奥地利王位继承战争中被普鲁士打败的奥地利打算報仇，在对普鲁士进行战争之初寻求法国的支持。在龐巴度夫人的策動下（有歷史學家指這是龐巴度夫人打算以戰爭鞏固她的地位），路易十五決定參加七年戰爭。戰爭實際上受到龐巴度夫人的操控，前線的將軍甚至收到她用眉笔画的作战图。七年戰爭讓法國損失慘重，丟失大量的海外殖民地。此外，她曾经支持过枢机贝尼斯及舒瓦瑟尔。家族联盟、对耶稣会的镇压以及巴黎条约（1763年）都有她在幕后参与。
在宫廷中有不少人不喜欢龐巴度夫人，贵族们觉得国王跟着这样的一个平民实在是有失体统。她经常因为她的姓氏被取笑为poissonnades（poisson在法语中是“鱼”的意思）。龐巴度夫人對王后相當尊敬，说服国王替王后还清赌债，对王后寒酸失修的寝宫進行裝修，并曾建议王后接纳她成为一名女侍臣，但遭到拒絕。
1750年代開始，龐巴度夫人停止與國王的性關係，其身份從情婦轉化為國王的知己與朋友。龐巴度夫人不斷地在宫廷外购置房产，并與路易住在里面以避過宮廷的視線。即使在自己年老色衰時，她依然能保持自己的地位。1753年，路易十五為其購置「埃佛爾大廈」，即今日的愛麗榭宮，作為其在巴黎的住處；1760年代初期，國王在凡爾賽宮園林的小特里亞農莊園（Domaine de Petit Trianon）中為龐巴度夫人修建小特里亞農宮，作為日後暫避宮廷繁文縟節的休憩之所。

### 去世
龐巴度夫人在1746年和1749年两次流产。但她仍尽力减少路易十五身边的情人以确保她的地位。尽管在1750年代以后他们已经不再是情人，路易依然与她保持友谊关系。1764年4月15日她因肺结核病病逝，终年四十二岁。她死后受到她的敌人公开指责指应为七年战争负责。国王在看着她的棺木在雨中离开的时候说：“夫人的旅途没有遇上好天气啊”。

## 藝文贊助
龐巴度夫人是當時具代表性的藝文資助人，亦對書寫感興趣。伏爾泰就受到她的資助，狄德罗的百科全書編寫也得到她的支持。在龐巴度夫人的鼓勵與庇護下，狄德羅與達朗貝爾所帶領的編纂團隊完成首兩冊《百科全書》的出版，同樣受她資助者尚有布歇和让·马里·法尔康涅等大量宮廷藝術家。
她专门组织了一个保留剧目轮演剧团，在她专门建造的几所私人剧院裡以专业的水准演出业余戏剧，每家剧院都造价不菲。在这个轮演剧团的五年生涯中，这个国王身边的红人儿主演和导演了六十二部歌剧、戏剧和芭蕾舞剧中的一百二十二场演出，据说都超过法国的一些喜剧名角。

## 文化影響
龐巴度夫人對於建築與裝飾藝術的鑑賞力佳，她在建筑方面最有影響力的是支持「路易十五廣場」（今協和廣場）、「軍事學校」（陆军士官学校）及「塞夫爾製瓷廠」的擘畫與建設。她將樊尚瓷器厂迁到了塞夫尔自己的一所住宅附近。在她的影響下塞夫爾瓷器成为写字桌上的一种流行饰品，塞夫爾瓷器的经典粉红色因此稱為龐巴度玫瑰红色。　
龐巴度夫人喜爱新的建筑和装饰艺术，她采用的建筑風格被稱為“龐巴度风格”。她购买了戴弗农公馆（即现在的法国总统府爱丽舍宫）等多处豪宅，参与设计了巴黎协和广场和凡尔赛宫的建筑师加布里埃尔設計的小翠安农宫。
龐巴度发型是由她开始推行的。留这种发型的男性把前面的头发向上梳起，女性则在前额上留一绺卷发。这种发型在1960年代的美国的乡村歌手和电影演员中大受歡迎，如马龙·白兰度和詹姆斯·迪恩就很喜歡這種髮型。 
龐巴度夫人也大力推廣了洛可可艺术，她对凡尔赛宫以洛可可风格装修一新，细致如花瓶摆件也作更换。

## 后世影視作品
2006年，日本Production I.G制作的動畫片双面骑士（chevalier）中有龐巴度夫人登場，但其中大部分劇情為虛構。

2006年，英剧《神秘博士》第二季度第四單元《壁爐女孩》（編劇：史蒂芬·莫法特）中有龐巴度夫人登場，其中大部分劇情為虛構。

2008年，漫畫「波旁王朝繪卷系列」（日語：ブルボン王朝絵巻シリーズ）（小學館《月刊flowers》《凜花》3號～16號連載2008～2012年間）、長鴻出版社，作者：名香智子。共有單行本四本：山貓天使（日語：山猫天使）、黑百合騎士（日語：黒百合の騎士）、凡爾賽的灰姑娘（日語：ヴェルサイユのシンデレラ）、洛可可之冠（日語：ロココの冠）。後兩本「凡爾賽的灰姑娘」和「洛可可之冠」主要角色之一就是龐巴杜夫人。

2016年，漫畫「鬥魚寵姬」的主角（作者：霜月佳代子、小山由香理）。

## 外部連結
- （英文）（法文）（意大利文）龐巴度夫人.com （页面存档备份，存于）